# Elemento (matemática)
Na matemática, um elemento, ou membro, é um dos objetos distintos que constituem um conjunto.
Por exemplo, a seleção brasileira de futebol de 1970 é um conjunto e cada um dos jogadores que defenderam o Brasil na Copa de 1970 são os seus elementos; uma manada de búfalos é um conjunto e cada búfalo da manada, com a sua individualidade preservada, é um dos elementos do conjunto; o alfabeto latino, tal como usado na Língua Portuguesa, é um conjunto e as letras que o compõem são os seus elementos; etc.
Tal como o conceito de conjunto é primitivo, a relação “ser elemento de” (também chamada relação de pertinência) é também primitiva. O seu sentido ganha-se por intuição. Como sinônimo de “x é elemento de A” tem-se “x é membro de A”, “x pertence a A”, “x está em A”.

## Notação

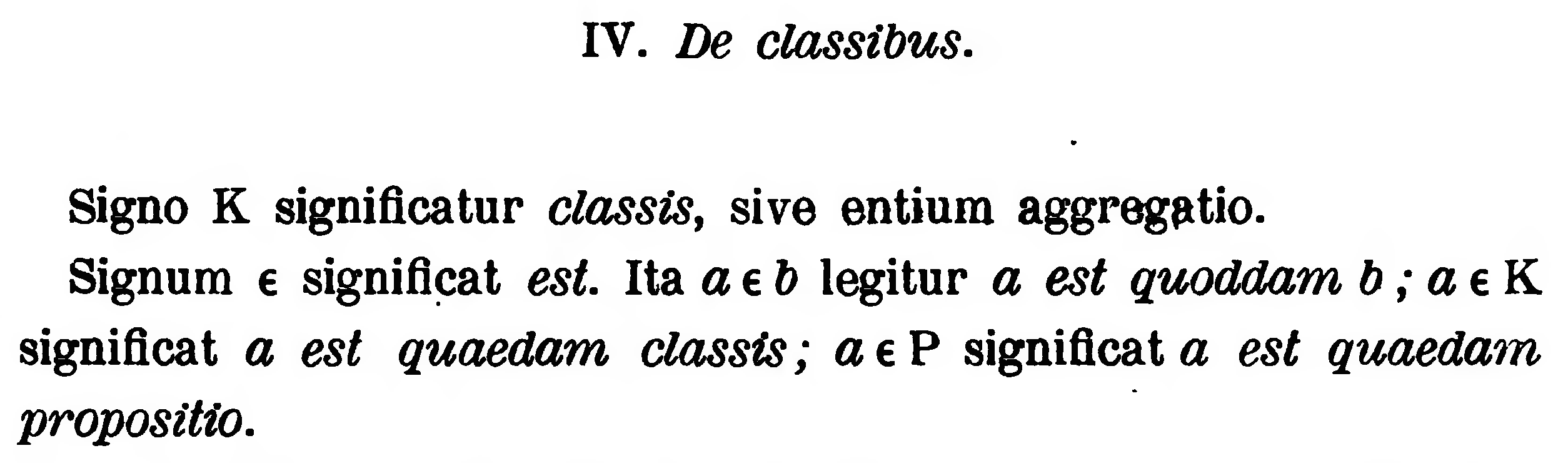
Primeiro uso do símbolo ϵ. Obra Arithmetices principia nova methodo exposita de Giuseppe Peano.

A sentença “x é elemento de A” é frequentemente denotada por 
x ∈ A.
Uma notação alternativa, pouco usual, é
A ∋ x,
significando “A contém x como membro”.
A negação ¬(x ∈ A) é normalmente denotada por
x ∉ A.
O símbolo ϵ foi usado pela primeira vez por Giuseppe Peano, em 1889, na sua obra Arithmetices principia nova methodo exposita. Ele escreve na página X:
"Signum ϵ significat est. Ita a ϵ b legitur a est quoddam b; ..."
cuja tradução é
"O símbolo ϵ significa é. Assim, a ϵ b deve ser lido como a é um b; ..."
Os caracteres Unicode para esses símbolos são U+2208 ('é elemento de'), U+220B ('contém como membro') e U+2209 ('não é um elemento de'). Em LaTeX os comandos equivalentes são "\in", "\ni" e "\notin". O Mathematica possui os comandos "\[Element]" e "\[NotElement]".

## Cardinalidade de conjuntos
O número de elementos pertencentes a um conjunto particular é uma propriedade conhecida como cardinalidade; informalmente, a cardinalidade é o tamanho do conjunto. Nos exemplos abaixo a cardinalidade do conjunto A é 4, enquanto a cardinalidade dos conjuntos B e C é 3. Um conjunto infinito é um conjunto com um número infinito de elementos, ao passo que um conjunto finito é um conjunto com um número finito de elementos. Um exemplo de um conjunto infinito é o conjunto dos números naturais, N = { 1, 2, 3, 4, ... }.

### Exemplos
Utilizando os conjuntos acima mencionados, nomeadamente A = {1, 2, 3, 4 }, B = {1, 2, {3, 4}} e C = { vermelho, verde, azul }:
- 2 ∈ A
- {3,4} ∈ B
- {3,4} é um membro de B
- amarelo ∉ C
- A cardinalidade de D = { 2, 4,  8, 10, 12 } é finita e igual a 5.
- A cardinalidade de P = { 2, 3, 5, 7, 11, 13, ...} (o conjunto de todos os números primos) é infinita (este fato foi demonstrado por Euclides).

## Leitura recomendada
- Halmos, Paul R. (1974) [1960], Naive Set Theory, ISBN 0-387-90092-6, Undergraduate Texts in Mathematics Hardcover ed. , NY: Springer-Verlag
- Jech, Thomas (2002), «Set Theory», Stanford Encyclopedia of Philosophy
- Suppes, Patrick (1972) [1960], Axiomatic Set Theory, ISBN 0-486-61630-4, NY: Dover Publications, Inc.